# 艾伯特·皮埃尔波因特
艾伯特·皮埃尔波因特（英語：Albert Pierrepoint；1905年3月30日—1992年7月10日）是一位英国行刑者。他在任职期间处决了400~600名名罪犯，包括威廉·乔伊斯与约翰·埃默里。在第二次世界大战后的德国与奥地利，他处决了约200名犯有战争罪的罪犯。在1956年辞职后，英国内政部承认艾伯特是英国历史中效率最高的行刑者。

## 早年
艾伯特·皮埃尔波因特1905年3月30日出生于英国西约克郡克莱顿，受到父亲与伯父的行刑者职业影响。在艾伯特11岁时，在学校的写作练习“当我长大后...”中写道：“当我离开学校，我想成为官方行刑者”。艾伯特的学校暑假在伯父家中度过。当艾伯特的父亲亨利·皮埃尔波因特不再担任行刑者后，便搬家至哈德斯菲尔德，此后艾伯特更加亲近伯父托马斯·皮埃尔波因特。虽然托马斯经常出差，但艾伯特的婶婶允许他阅读托马斯的行刑日记。
1917年，12岁的艾伯特在奥尔德姆Failsworth的Marlborough Mills工作，每周收入6先令。1922年亨利去世，艾伯特接管了父亲留下的文件与日记，继续进行研究。1920年，艾伯特转职为一名车夫，来往于市场运送货物。1930年，艾伯特学会了驾驶汽车与卡车运输货物，这时他每周收入为2.25英镑。
1931年4月19日，艾伯特向监狱委员会写信询问是否有行刑者退休以及是否需要新的助理行刑者。几天后，他收到了没有空缺职位的答复。

## 行刑者生涯
1931年底，助理行刑者莱昂内尔·曼（Lionel Mann）辞职，艾伯特收到一封官方信件，邀请他前往HM曼彻斯特监狱面试。他的母亲玛丽·皮埃尔波因特（Mary Pierrepoint）在亨利担任行刑者时见过很多此类信件，她对儿子选择的职业并不满意。在HM本顿维尔监狱经过一周的训练后，1932年9月26日，艾伯特的名字被添加入助理执行者名单。当时，助理行刑者的收入为1.5几尼（通货膨胀后调整为99英镑）。

## 著名的行刑
第二次世界大战
- 约翰·雷斯（Johann Reese）
- 威廉·德雷曼（Wilhelm Dreimann）
- 威廉·拜赫尔（Wilhem Bahr）
- 韦利·沃纳克（Willy Warnke）
- 布鲁诺·基特（Bruno Kitt）
- 马克斯·保利，施图特霍夫集中营(1939年9月- 1942年8月）、诺因加默集中营（1942年9月 - 1945年5月4日）管理者，1946年被判决死刑，同年10月8日执行死刑。[8]
- 安东·图曼（英语：Anton Thumann），纳粹党卫军成员，参与虐待俘虏与谋杀，被指控犯有危害人类罪，1946年判决并执行死刑。[9][10]
- 阿道夫·斯佩克（Adolf Speck）
- 海因里希·鲁格（Heinrich Ruge）
- 安德烈亚斯·布雷姆斯（Andreas Brems）
- 阿尔弗雷德·切宾斯基（英语：Alfred Trzebinski），纳粹党卫军成员与集中营医师，参与人类活体研究与谋杀，1946年3月判决死刑，同年10月8日执行死刑。[11]

其它
- “酸浴杀手”约翰·乔治·黑格，谋杀6人，1949年8月10日在旺兹沃思监狱（HM Prison Wandsworth）被执行死刑。[12][13]

- “呵呵勋爵”威廉·乔伊斯，英国叛国者，1945年因帮助纳粹德国被判决死刑，1946年1月3日执行死刑。[14]
- “淑女杀手”内维尔·希思（英语：Neville Heath），谋杀2人， 1946年10月在伦敦执行死刑。[15]
- 戈登·卡明斯（英语：Gordon Cummins），英国纵欲杀手，1942年6月25日执行绞刑。[16]
- 约翰·埃默里（英语：John Amery），英国叛国者，纳粹组织“英国自由军团（英语：British Free Corps）”成员，1945年12月19日以叛国者处死。[17]
- 奥古斯特·桑格雷（英语：August Sangret），法裔加拿大士兵，“棚屋谋杀案”凶手，1943年4月29日执行死刑。[18]
- 詹姆斯·英格利斯（英语：James Inglis），英国谋杀犯，1951年5月8日执行绞刑。值得一提的是，这次行刑仅耗时7秒（另一说为7.5秒），是英国历史上速度最快的绞刑。[19]

## 辞职
艾伯特辞职于1956年，原因在于与内政部就薪水问题产生分歧。1956年，艾伯特前往曼彻斯特HM曼彻斯特监狱执行托马斯·班克罗夫特（Thomas Bancroft）死刑，但在最后行刑前不足12小时法官签署暂缓执行命令。艾伯特在行刑失败后仅获得1英镑而非约定的15英镑，因为英格兰规定只有完成行刑的行刑者才能获得全部薪水。
艾伯特向监狱委员会上诉此事，希望后者介入，但艾伯特最终只获得了一张4英镑的支票作为旅途与住宿费用补偿，因为他遭遇大雪而未能及时回家。英国官方对于辞职事件的解释是，艾伯特认为自己作为行刑者的自尊受到了侮辱。

## 媒体改编
电影
- 头号刽子手（英语：The Last Hangman，又译：最后的绞刑师），2005年首映英国电影，艾伯特·皮埃尔波因特由蒂莫西·斯波饰演。[21][22][23]

## 统计
请参阅：艾伯特·皮埃尔波因特进行处决的地点